# Jürgen Riester
Jürgen Riester nació en Koblenz, Alemania, el 20 de mayo de 1941, y falleció el 13 de septiembre de 2019, en Santa Cruz de la Sierra, Bolivia. Hijo de María Goebel y Konstantin Riester, inició sus estudios de antropología en 1960 en la Universidad de Bonn, tomando las especialidades de etnología, sociología, ciencias de las religiones comparadas y lenguas románicas y eslavas. En las aulas universitarias recibió una sólida formación académica de Heinz Kelm, quien fue el primer antropólogo en realizar estudios sobre los ayoreos de Zapocó, despertando su interés en lo que fue toda una vida consagrada a los pueblos indígenas. 

## Estudios y contribuciones
En 1963, llegó al Oriente boliviano. Su estadía, prevista inicialmente para 8 meses, duró finalmente 3 años, de 1963 a 1966.  
Durante ese tiempo, estudió y convivió con los guarasug’wës y los chiquitanos. En 1969, obtuvo su doctorado con una tesis sobre los guarasugwë con mención suma cum laude. 
Entre 1970 y 1972, junto con su esposa Barbara Simon, realizó estadías prolongadas entre los pueblos indígenas chiquitano, chimane ygGuarayú, y visitó prácticamente todos los pueblos indígenas de las tierras bolivianas.
De 1973 a 1980, se desempeñó como docente de antropología cultural en la Pontificia Universidad Católica del Perú. En este periodo estudió en la selva peruana los problemas de colonización con ribereños y al grupo asháninka, realizando también trabajos en las barriadas de Lima y la costa norteña del Perú.
Entre 1978 y 1979, vivió con los isoseño-guaraní en el Chaco boliviano. Organizó reuniones interétnicas entre los pueblos indígenas del departamento de Santa Cruz e impulsó la fundación de la Confederación de Pueblos Indígenas de Bolivia (CIDOB), creada en 1983 y que hasta el año 2009 agrupaba a todos los 34 pueblos indígenas de las tierras bolivianas. 
En 1980 confunda la Organización no Gubernamental Apoyo Para el Campesino Indígena del Oriente Boliviano (APCOB) y ejerció como director hasta su muerte. Con este sello, publicaría algunas de sus obras más importantes en Bolivia. 
Ha recibido varios reconocimientos, como por ejemplo el Premio de Cultura Ballivián en la Academia de Ciencias de La Paz, en 1985; doctor honoris causa por la Universidad Autónoma Nacional Gabriel René Moreno, en 1987, así como también varios reconocimientos por la Confederación de Pueblos Indígenas de Bolivia.
Jürgen Riester ha realizado varios documentales sobre las culturas de los pueblos indígenas de las tierras bolivianas. 
Asimismo, fue editor de la serie “Pueblos Indígenas de Tierras Bajas” publicada por APCOB. Ha escrito varios libros y aproximadamente sesenta artículos científicos.

## Publicaciones más relevantes
- "Zur Religion der Pauserna-Guarasug'wä in Ostbolivien". Anthropos, vol. 65: 466-479, 1970.
- "Medizinmänner und Zauberer der Chiquitano-Indianer". Zeitschrift für Ethnologie, vol. 96, núm. 2: 250-265, 1971.
- "Die materielle Kultur der Chiquitano-Indianer (Ostbolivien)". Archiv für Völkerkunde, vol. 25, 1971.
- Zúbaka. La Chiquitanía: Visión antropológica de una región en desarrollo. Vocabulario del Chiquito. APCOB: La Paz/Cochabamba, 1986.
- Identidad y lengua. La experiencia guaraní en Bolivia. APCOB: Santa Cruz. 1989 (en colaboración con Graciela Zolezzi).
- Universo mítico de los chimane. APCOB: Santa Cruz de la Sierra. 1993.
- Nómadas de las llanuras-nómadas del asfalto. Biografía del pueblo ayoreo. APCOB: Santa Cruz de la Sierra. 1997 (en colaboración con Jutta Weber).

Como editor:
- Julian Knogler S.J. und die Reduktionen der Chiquitano in Ostbolivien. Roma, 1970.
- En busca de la Loma Santa. La Paz/Cochabamba, 1976.
- Chiriguano. APCOB: Santa Cruz. 1994.
- Yembosingaro guasu. El Gran Fumar. Literatura profana y sagrada guaraní. APCOB: Santa Cruz de la Sierra, 1996 (5 tomos).